# Alouatta coibensis
El mono aullador panameño o mono aullador de la isla Coiba (Alouatta coibensis) es una especie de primate platirrino endémico de la isla Coiba, en la República de Panamá.
A pesar de que este aullador se reconoce como especie, los análisis de ADN mitocondrial no concluyen si se trata de una especie o una subespecie de Alouatta palliata.
Se le ve solitario y en grupos. Los grupos llegan a contar hasta con seis individuos. La cabeza y el cuerpo miden unos 56 cm mientras que la cola alcanza unos 58 cm.

## Subespecies
Se reconocen dos subespecies de este aullador:
- Alouatta coibensis coibensis Thomas, 1902
- Alouatta coibensis trabeata Lawrence, 1933